# Шосе Лінкольна

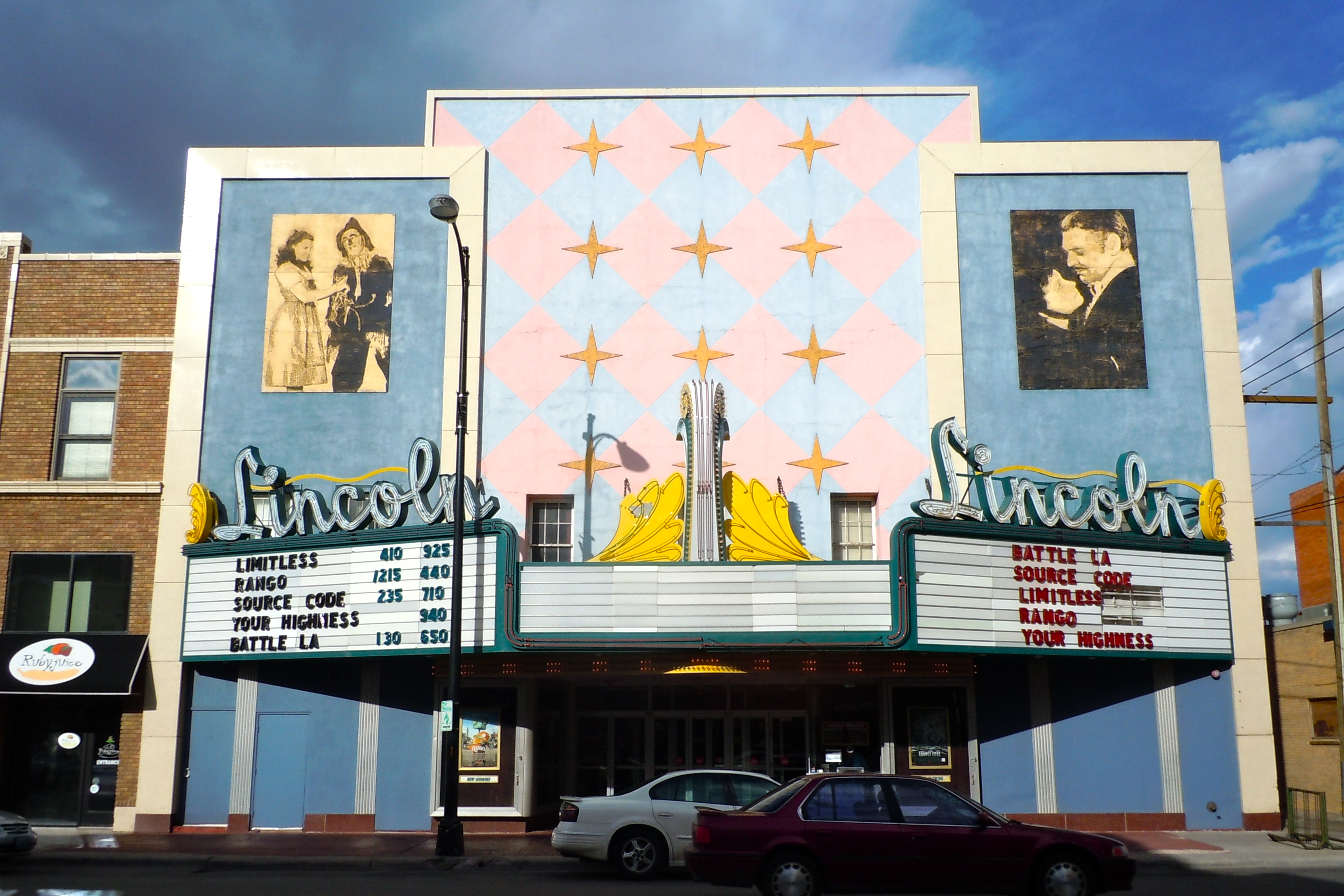
Театр Лінкольна в Шаєнні, штат Вайомінг, на шосе Лінкольна, 30 США

Шосе Лінкольна — перше трансконтинентальне шосе в Сполучених Штатах і одне з перших шосе, спроектованих спеціально для автомобілів. Задумане в 1912 році підприємцем з Індіани Карлом Г. Фішером і офіційно освячене 31 жовтня 1913 року Лінкольн-шосе пролягає від узбережжя до узбережжя від Таймс-сквер у Нью-Йорку на захід до Лінкольн-парку в Сан-Франциско, спочатку через 13 штатів: Нью-Йорк, Нью-Джерсі, Пенсільванія, Огайо, Індіана, Іллінойс, Айова, Небраска, Колорадо, Вайомінг, Юта, Невада та Каліфорнія. У 1915 році "Колорадську петлю" було видалено, а в 1928 році перепланування перемістило Лінкольн-шосе через північний край Західної Вірджинії. Таким чином, існує загалом 14 штатів, 128 округів і понад 700 міст, містечок і сіл, через які колись проходила магістраль.
Перша офіційно зареєстрована довжина всього Лінкольнського шосе в 1913 році становила 3 389 миль (5 454 км). З роками дорогу було вдосконалено та зроблено численні перепланування, і до 1924 року шосе було скорочено до 3 142 милі (5 057 км). Враховуючи початковий маршрут і всі наступні перепланування, загальна довжина складає 5 872 милі (9 450 км)

## Остаточний маршрут 1928–1930 рр
Більшість американського автошляху 30 від Філадельфії до західного Вайомінгу, частини міжштатної автомагістралі 80 на заході Сполучених Штатів, більшість американського маршруту 50 у Неваді та Каліфорнії та більшість старого списаного американського маршруту 40 у Каліфорнії є трасами Лінкольнського шосе. Остаточна (1928–1930) траса Лінкольнського шосе приблизно відповідає таким дорогам:
- 42-а вулиця від перехрестя Бродвею на Таймс-Сквер у Нью-Йорку на захід 6 кварталів до річки Гудзон. Східна кінцева станція Лінкольн-шосе позначена металевим вуличним знаком із написом просто «Лінкольн-шосе», встановленим на стовпі вуличного ліхтаря на північно-східному розі 42-ї вулиці та Бродвею.
- Голландський тунель від Нью-Йорка на захід під річкою Гудзон до Джерсі-Сіті, Нью-Джерсі.
(Примітка: Тунель Лінкольна (відкритий у 1937 році), поблизу 42-ї вулиці, не був початковою частиною Лінкольнського шосе. У 1913 році мандрівники Лінкольн-шосе перетнули річку Гудзон через Вігокен з Нью-Йорка до Юніон-Сіті, Нью-Джерсі. У 1928 році Лінкольн-шосе було перепрокладено через Голландський тунель (відкритий у 1927 році) з Нью-Йорка до Джерсі-Сіті. Однак оригінальна асоціація Lincoln Highway Association не намагалася нанести на карту маршрут від Таймс-сквер до Голландського тунелю)
- Автошлях США 1/9 Вантажна з Джерсі-Сіті на захід до Ньюарка, Нью-Джерсі.
- New Jersey Route 27 від Ньюарка на південний захід до Прінстона, Нью-Джерсі.
- Автошлях США 206 від Прінстона на південний захід до Трентона, Нью-Джерсі.
- Автошлях США 1 від Трентона на південний захід до Філадельфії, штат Пенсільванія.

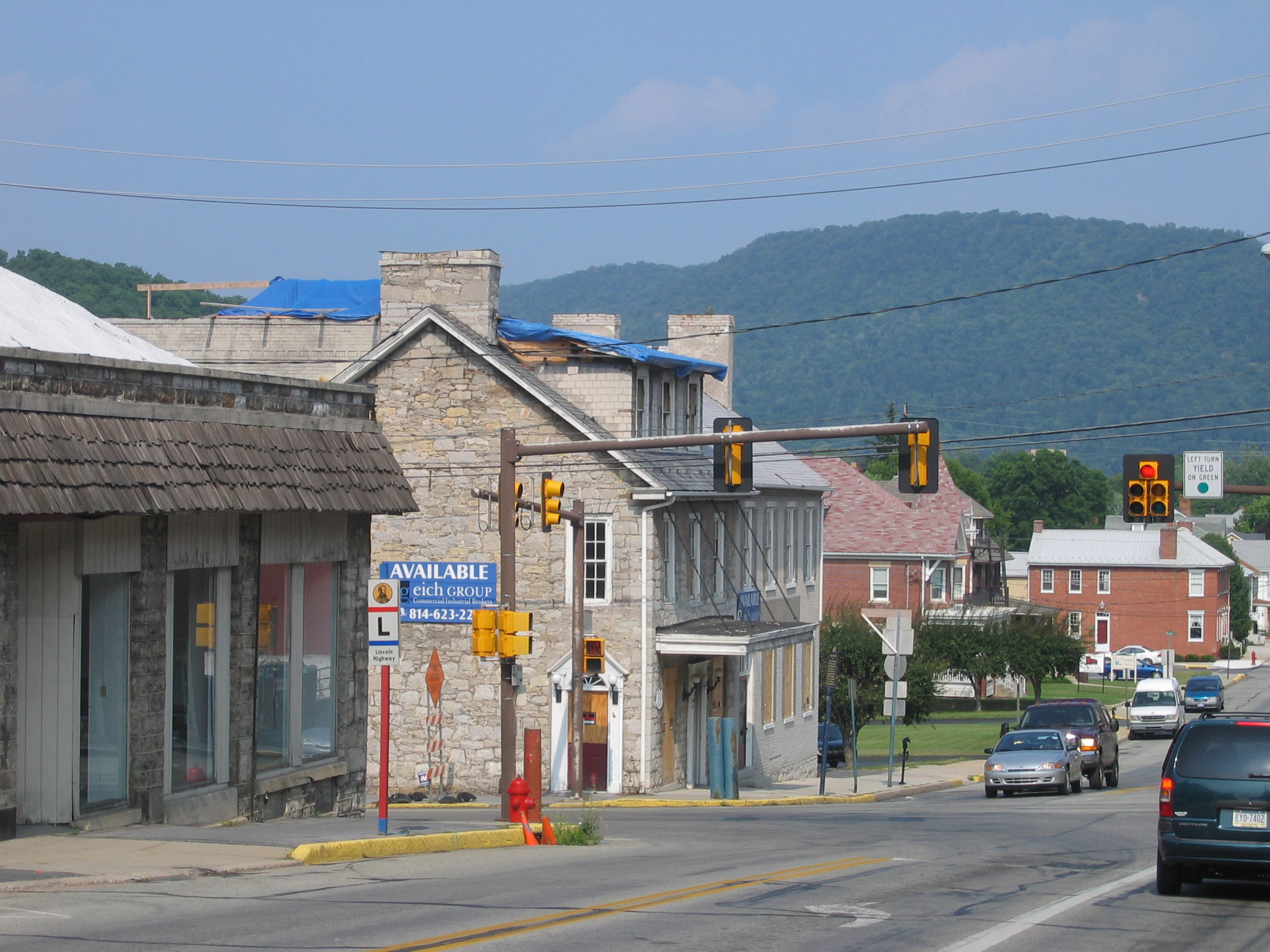
Лінкольн-шосе в Бедфорді, штат Пенсільванія

- Автошлях США 30 з Філадельфії на захід через Пенсільванію, північний край Західної Вірджинії та на захід через Огайо та Індіану до Аврори, Іллінойс.

(Примітка: на американському шосе 30 було побудовано багато нових 4-смугових об’їзних доріг, тому, щоб слідувати маршрутом Лінкольнського шосе 1928 року, інколи потрібно проїхати старим американським маршрутом 30 через центр міст і селищ. по маршруту.)
- Іллінойський маршрут 31 від Аврори на північний захід до Женеви.
- Іллінойський маршрут 38 від Женеви на захід до Діксона.
- Автошлях США 30 від Стерлінга на захід через західний Іллінойс, Айову, Небраску та Вайомінг до Ґрейнджера, Вайомінг.
- Міждержавна автомагістраль 80 від Грейнджера на захід через західні штати Вайомінг і Юта до Вест-Вендовера, штат Невада.
- Автошлях США 93 Alternate та Автошлях США 93 від West Wendover на південь до Елі, Nevada.
- Автошлях США 50 (вона ж «Найсамотніша дорога в Америці») від Елі на захід через Неваду до 9 миль на захід від Феллона, Невада.
- Від 9 миль на захід від Феллона до Сакраменто, Каліфорнія, є два маршрути Лінкольн-шосе через Сьєрра-Неваду :
  - Північний маршрут Сьєрра-Невада : Автошлях США 50 По черзі на північний захід до Уодсворта, штат Невада, потім міжштатною автомагістраллю 80 і старим маршрутом США 40 на захід, через Ріно, штат Невада, і через перевал Доннер і Сьєрра-Невада до Сакраменто.
  - Південний маршрут Сьєрра-Невада : Автошлях США 30 на захід, через Карсон-Сіті, Невада, потім навколо озера Тахо та через перевал Джонсон (поруч із вершиною Ехо) і Сьєрра-Невада до Сакраменто.
- Старий американський маршрут 40 (з ділянками під міжштатною автомагістраллю 80 ) від Сакраменто на південний захід через Центральну долину Каліфорнії до виходу на Університетську авеню в Берклі, Каліфорнія.

(Примітка: спочатку цей відрізок Лінкольнського шосе йшов за тим, що пізніше стане US Route 50, від Сакраменто на південь через Стоктон і через перевал Альтамонт до Іст-Бей (нині міжштатні автомагістралі 5, 205 і 580), але було змінено, коли Каркінес Міст у Вальехо, штат Каліфорнія, було завершено в 1927 році.)
- Університетська авеню від міжштатної автомагістралі 80 на захід до пірсу Берклі.

(Примітка: у 1928 році мандрівники Лінкольн-шосе перетнули затоку Сан-Франциско на поромі від пірсу Берклі до пірсу Гайд-стріт у Сан-Франциско.)
- Від пірсу Гайд-стріт у Сан-Франциско:
  - Гайд-Стріт на південь 2 квартали до North Point Street.
  - Вулиця Норт-Пойнт на захід 3 квартали до авеню Ван Несс.
  - Авеню Ван Несс на південь 16 кварталів до Каліфорнійської вулиці.
  - Каліфорнійська вулиця на захід, 54 квартали до 32-ї авеню.
  - 32-а авеню на північ, 2 квартали до Каміно-дель-Мар
  - Каміно-дель-Мар на захід у Лінкольн-парк, прибуття до західної кінцевої станції Лінкольн-шосе на площі та фонтані перед Каліфорнійським палацом Почесного легіону. Позначка Західного кінцевого вокзалу та Інтерпретаційна табличка розташовані ліворуч від Палацу, поруч із автобусною зупинкою.

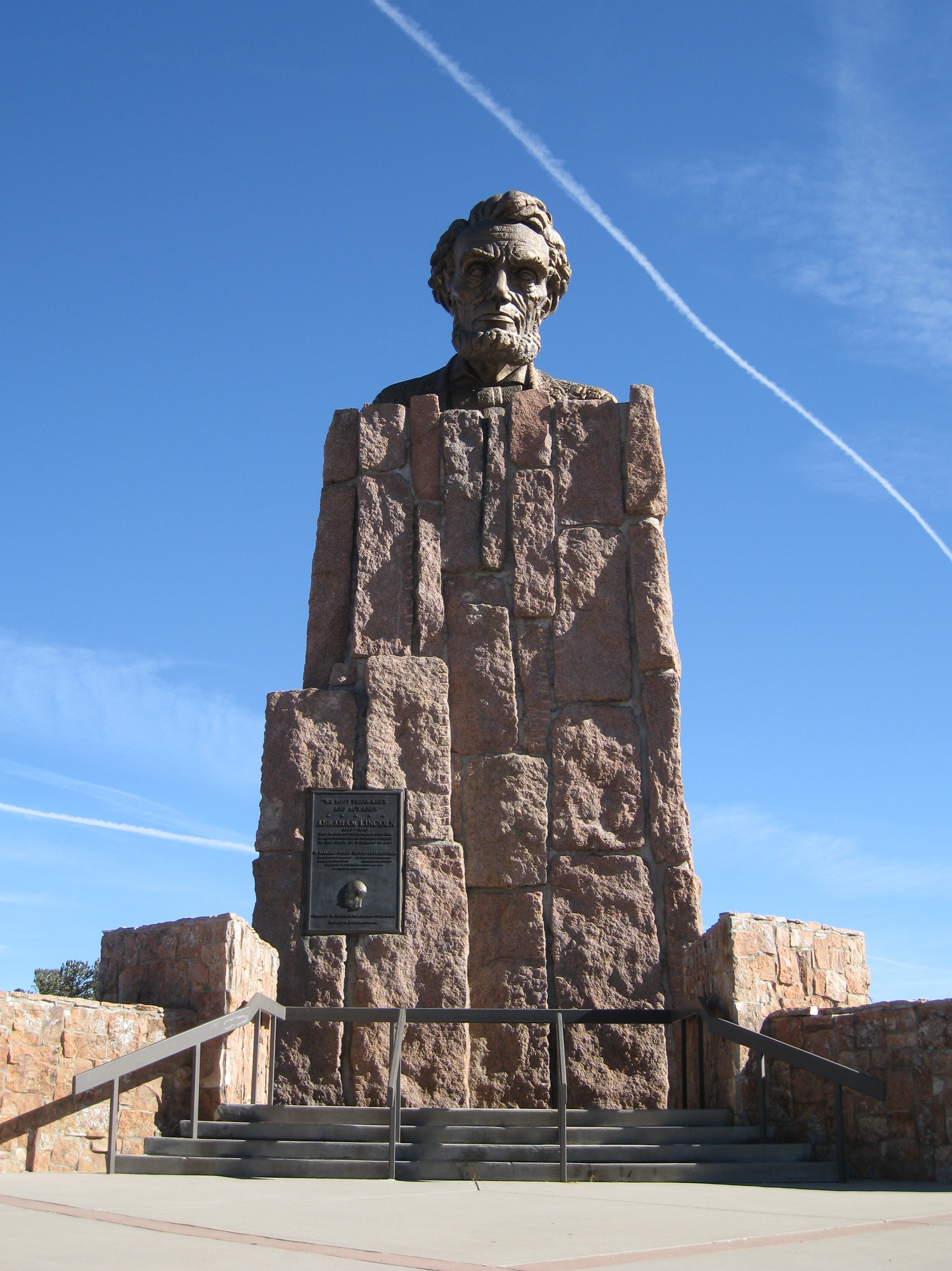
Пам'ятник шосе Лінкольна у Вайомінгу

## Історія
Шосе Лінкольна було першим в Америці національним меморіалом президенту Аврааму Лінкольну, який на дев'ять років передував освяченню Меморіалу Лінкольна у Вашингтоні, округ Колумбія, у 1922 році. Будучи першою автомобільною дорогою в Америці, Лінкольн-шосе принесло велике процвітання сотням міст, містечок і сіл на цьому шляху. Лінкольн-шосе стали ласкаво називати «Головною вулицею Америки».
Лінкольн-шосе було натхненне Рухом хороших доріг. У свою чергу, успіх Лінкольнського шосе та економічний підйом урядів, компаній і громадян, що пролягав уздовж цього маршруту, надихнули на створення багатьох інших міжміських доріг (відомих як National Auto Trails), таких як Yellowstone Trail, National Old Trails Road, Dixie Highway, Jefferson Highway, Bankhead Highway, Jackson Highway, Meridian Highway та Victory Highway. Багато з цих іменованих магістралей були замінені системою пронумерованих магістралей США 1926 року. Більша частина маршруту Лінкольн-шосе 1928 року стала US Route 30 (США 30), а порції – США 1 на Сході та в US 40, US 93 на Заході.
Карл Г. Фішер був першим автомобільним підприємцем, який виробляв карбідно-газові фари Prest-O-Lite, які використовувалися на більшості ранніх автомобілів, а також був одним із головних інвесторів, які побудували автомобільну трасу Індіанаполіс Мотор Спідвей. Він вважав, що популярність автомобілів залежить від хороших доріг. У 1912 році він почав пропагувати свою мрію про трансконтинентальне шосе, і 10 вересня під час обідньої зустрічі з друзями промисловості в Індіанаполісі він закликав до завершення гірського шосе від узбережжя до берега до 1 травня 1915 року, вчасно до Панами. – Тихоокеанська міжнародна виставка в Сан-Франциско. Він оцінив вартість приблизно в 10 доларів мільйон і сказав групі: «Давайте побудуємо його, поки ми не надто старі, щоб насолоджуватися цим!». За місяць друзі Фішера пообіцяли 1 долар мільйон. Генрі Форд, найбільший автовиробник свого часу, відмовився робити внесок, оскільки вважав, що уряд повинен будувати дороги Америки. Однак серед учасників були колишній президент США Теодор Рузвельт і Томас А. Едісон, обидва друзі Фішера, а також тодішній президент Вудро Вільсон, перший президент США, який часто використовував автомобіль для відпочинку.

### Статуї Лінкольна

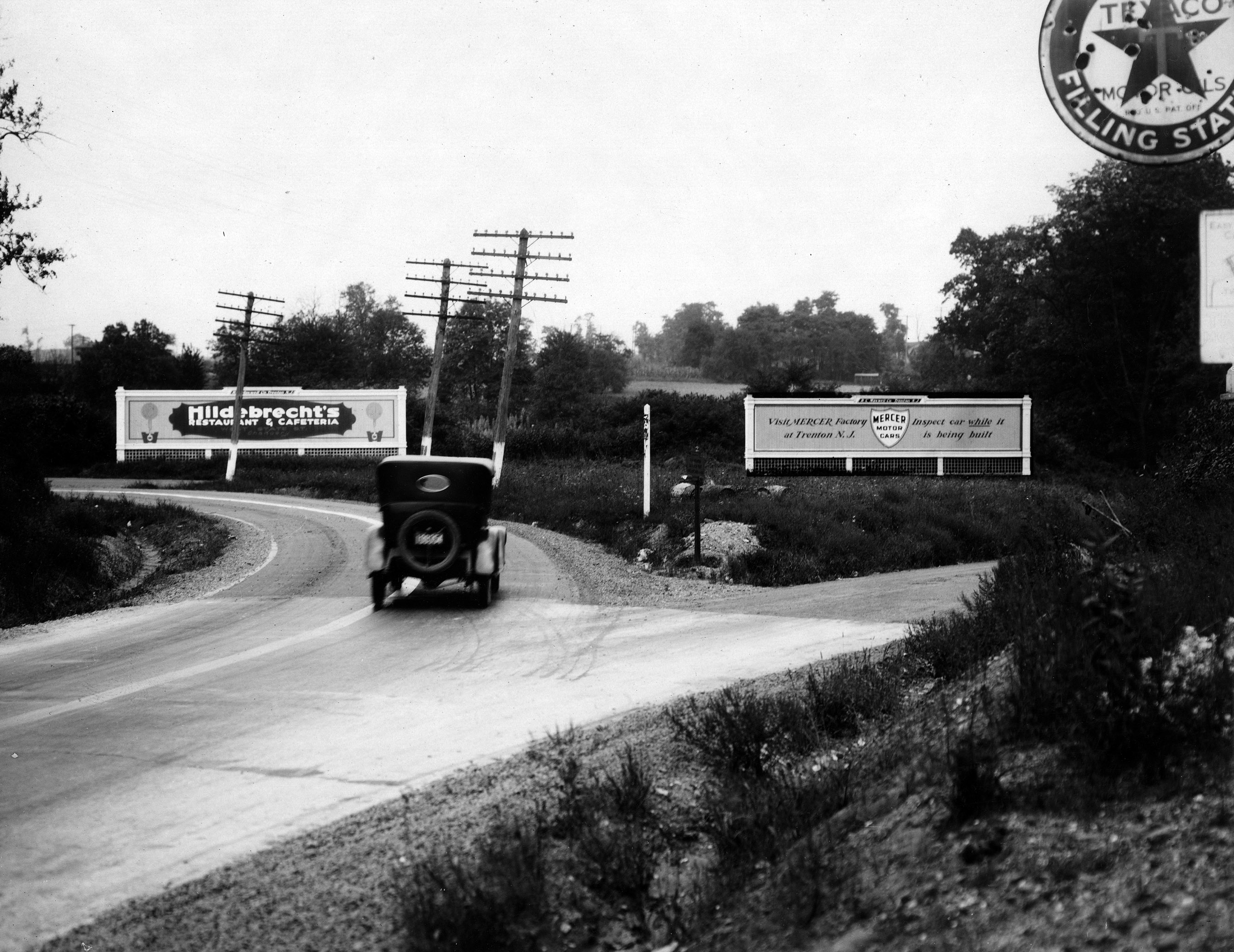
«Лінкольн-шосе біля Пенсильванського тунелю» біля Фолсінгтона, Пенсільванія

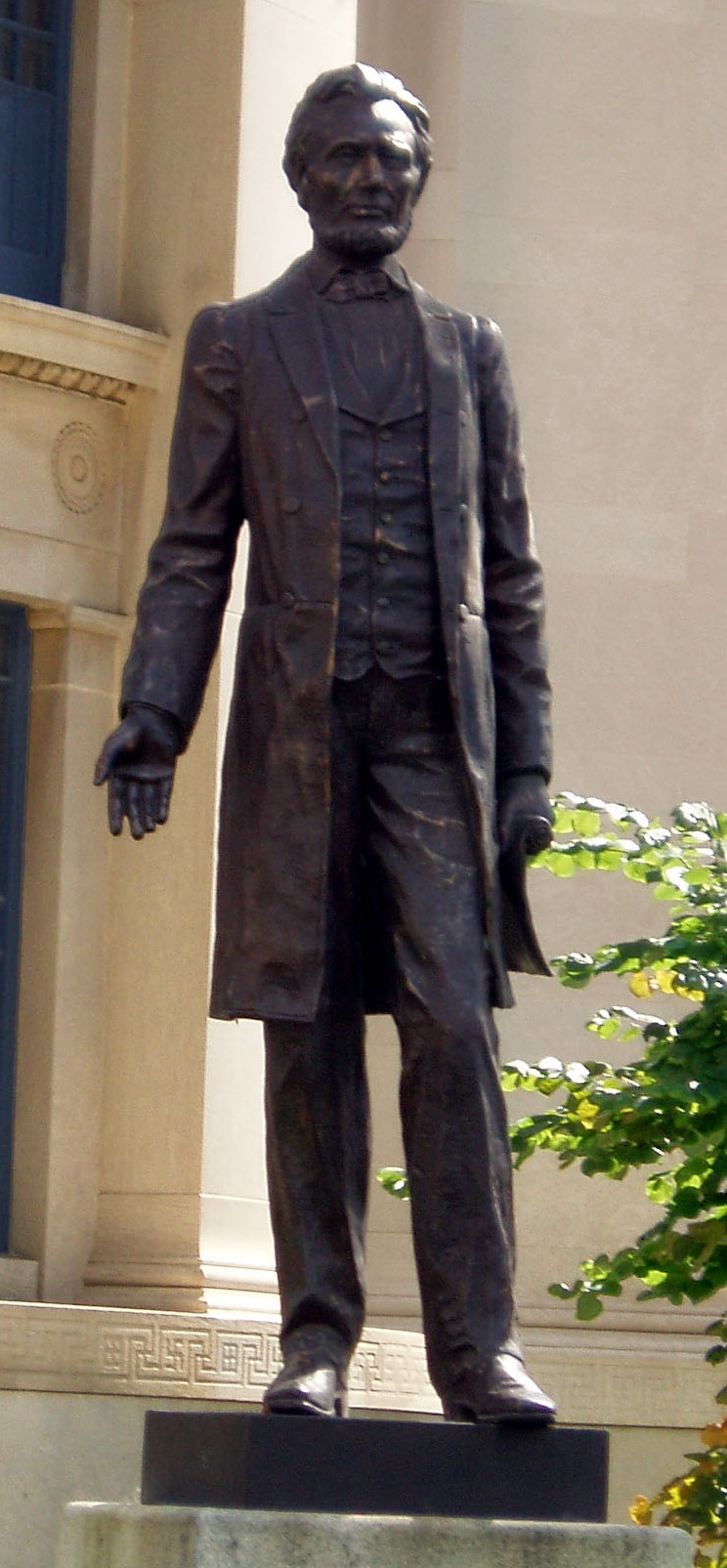
«Великий визволитель» на виставці в Детройті, штат Мічиган.

Щоб привернути увагу до шосе, Фішер доручив встановити статуї Авраама Лінкольна під назвою «Великий визволитель» у ключових місцях уздовж траси. Одна зі статуй була подарована Джой у 1914 році. Пізніше статую Джой було подаровано Раді Бойскаутів Америки в Детройті. Ця статуя була станом на  2012 рік  виставлено на ранчо D-bar-A Scout Ranch у Метаморі, штат Мічиган. Ще одна статуя Лінкольна стоїть біля головного входу в Лінкольн-парк (Джерсі-Сіті).

### Вибір і присвята маршруту

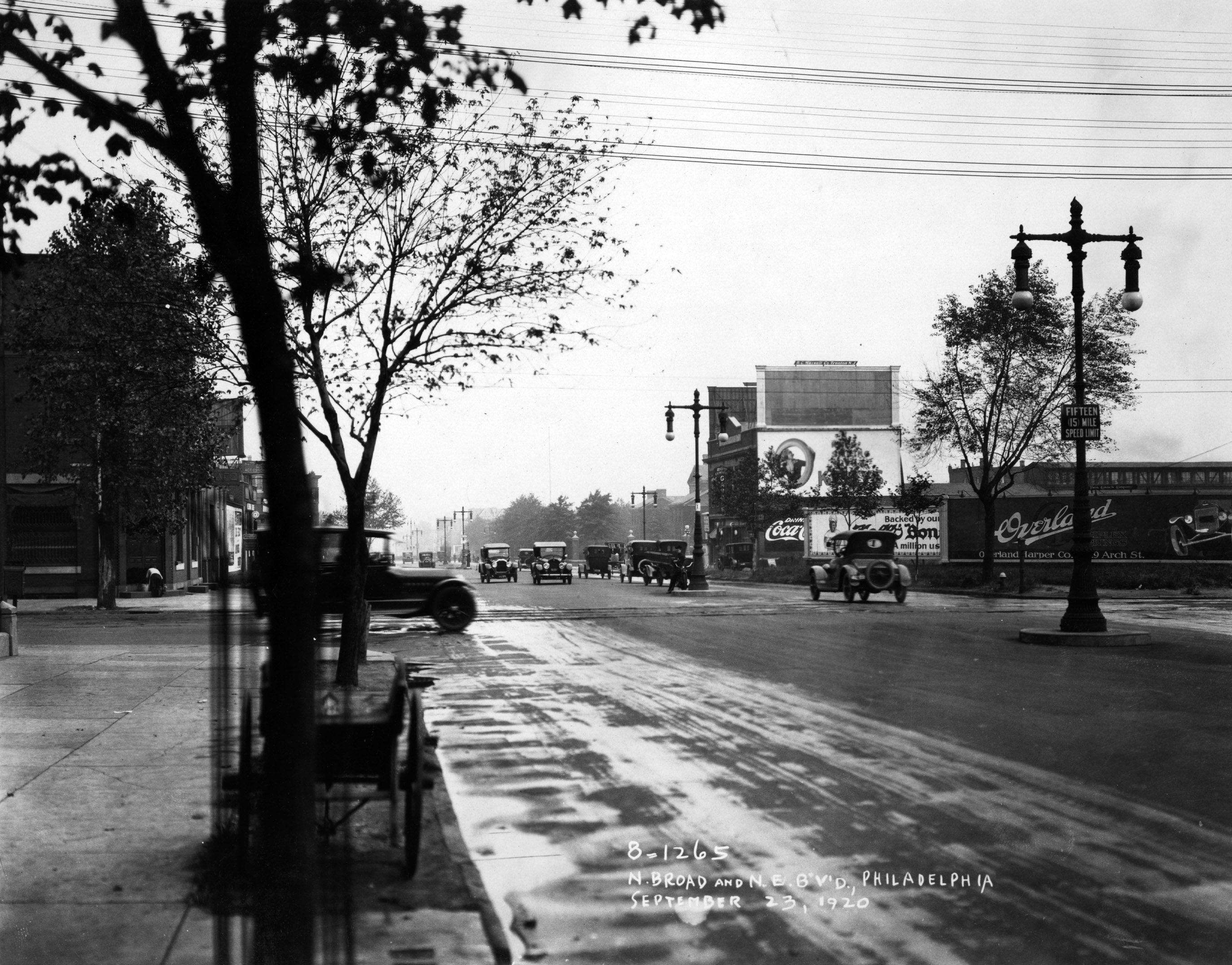
Фото вересня 1920 року біля перехрестя Брод-стріт і Північно-східного бульвару (тепер відомого як бульвар Рузвельта) у Філадельфії

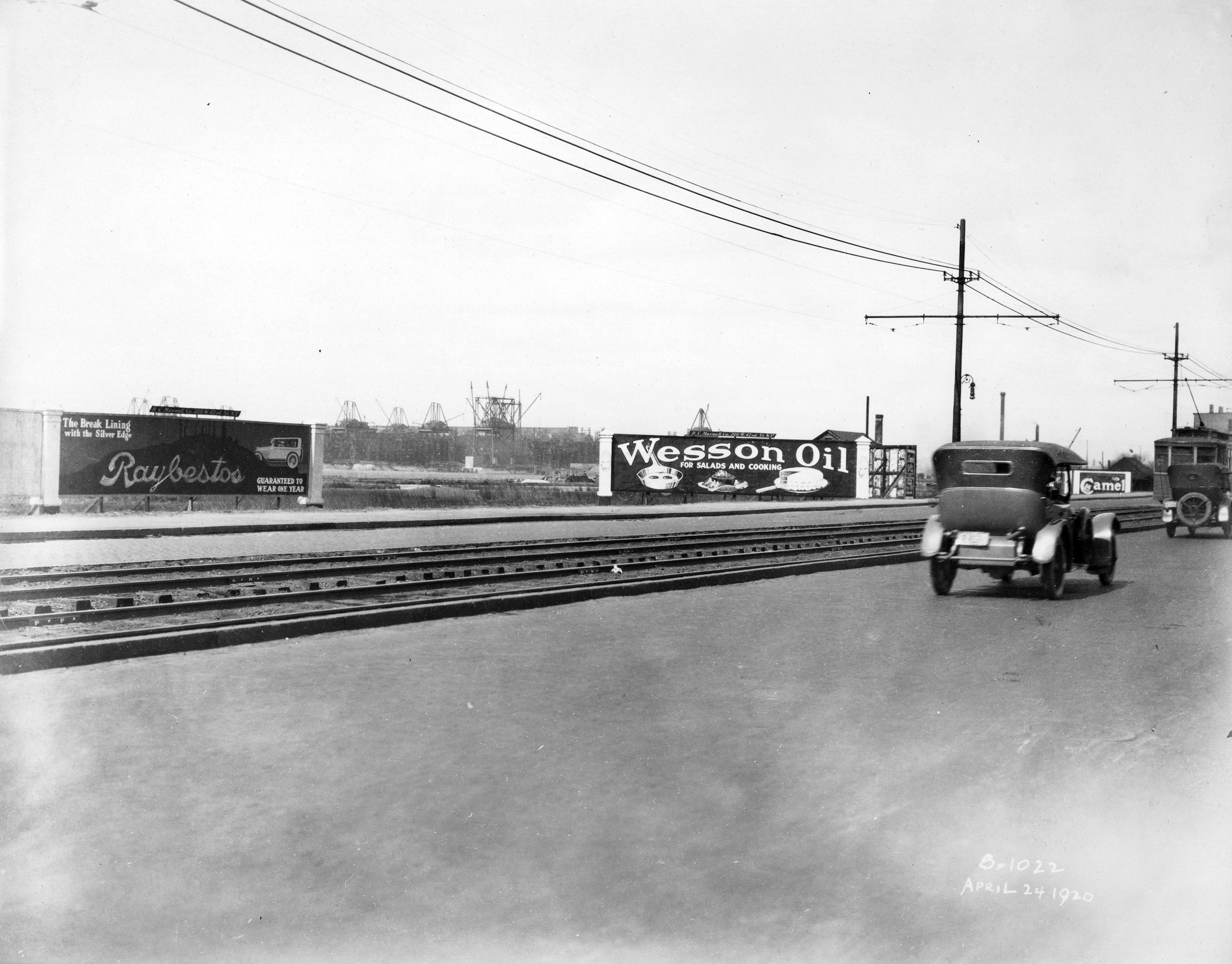
Шосе Ессекс і Хадзон Лінкольн в Джерсі-Сіті, Нью-Джерсі

LHA потрібно було визначити найкращий і найпряміший маршрут із Нью-Йорка до Сан-Франциско. На схід від річки Міссісіпі вибір маршруту був полегшений завдяки відносно густій мережі доріг. Щоб розвідати західний маршрут, тур LHA «Trail-Blazer» вирушив з Індіанаполіса на 17 автомобілях і двох вантажівках 1 липня 1913 року, того самого дня, коли в Детройті було засновано штаб-квартиру LHA. Після 34 днів грязьових ям Айови, піщаних наносів у Неваді та Юті, перегрітих радіаторів, затоплених доріг, потрісканих осей і захоплених привітань у кожному місті, яке вважало, що має шанс опинитися на новому шосе, тур прибув на парад вниз Маркет-стріт у Сан-Франциско перед тисячами радісних жителів.

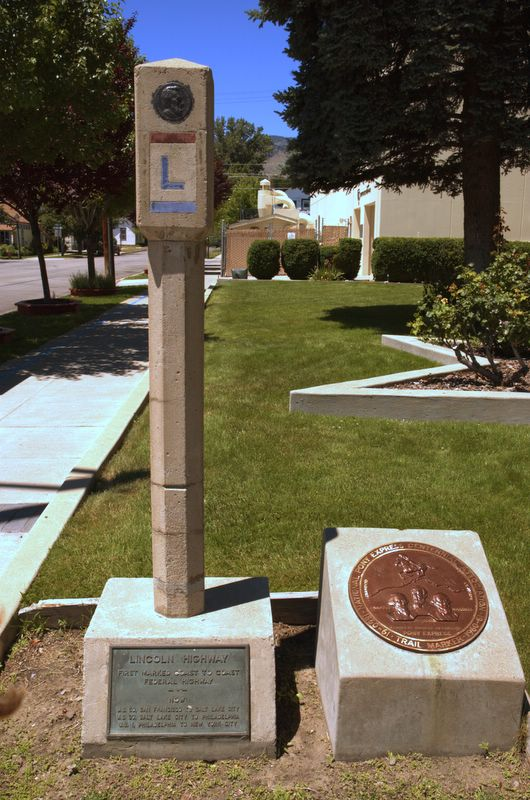
Маркер Лінкольнського шосе в Карсон-Сіті, штат Невада

### Публічність
У вересні 1912 року в листі до друга Фішер писав, що «...шосе в Америці будуються в основному з політики, тоді як належним матеріалом є щебінь або бетон». Лідери LHA були майстрами зв'язків з громадськістю, і використовували рекламу та пропаганду як ще важливіші матеріали.
На початку зусиль кожен внесок відомого прихильника оприлюднювався. Теодор Рузвельт і Томас Едісон, друзі Фішера, надсилали чеки. Дружній член Конгресу Сполучених Штатів домовився про те, щоб президент Вудро Вільсон, відданий любитель автомобілів, зробив внесок у розмірі 5 доларів США, після чого йому було видано сертифікат шосе №1. Копії свідоцтва були негайно розповсюджені в пресі.
Один із найвідоміших внесків надійшов від невеликої групи корінних дітей Аляски в Анвіку, Аляска. Їхній американський учитель розповів їм про Авраама Лінкольна та шосе, яке планується побудувати на його честь, і вони зібрали колекцію та надіслали її до LHA із запискою: «Чотирнадцять пенні від дітей Анвіка Ескімо для Лінкольнського шосе». LHA розповсюдила фотографії монет і супровідний лист, і обидва були широко передруковані.

### Пронумеровані автостради США
До середини 1920-х років було близько 250 національних автотрас. Деякі з них були основними маршрутами, як-от Лінкольн-шосе, Джефферсон-шосе, Діксі-шосе, Національна дорога Старі Шляхи, Старий Іспанський Шлях і Єллоустонський Шлях, але більшість з них були коротшими. Деякі з коротших маршрутів були створені більше для того, щоб отримати прибуток для туристичної асоціації, а не для їх цінності як маршруту між важливими місцями.
До 1925 року уряди приєдналися до руху за будівництво доріг і почали установлювати контроль. Федеральні та державні чиновники створили Об’єднану раду з міжштатних автомагістралей, яка запропонувала пронумеровану систему шосе США, яка б зробила позначення доріг застарілими, хоча технічно Об’єднана рада не мала повноважень щодо назв автомагістралей. Збільшення державної підтримки будівництва доріг робило старі дорожні асоціації менш важливими, але LHA все ще мала значний вплив. Секретар Об’єднаного правління, офіційний представник BPR Е. В. Джеймс, поїхав до Детройту, щоб отримати підтримку LHA для схеми нумерації, знаючи, що меншим дорожнім асоціаціям буде важко заперечити, якщо LHA публічно підтримає новий план.

### З 1940 року
Фішер помер приблизно через рік після 25-ї річниці в 1939 році, втративши більшу частину свого статку в результаті великого урагану, який обрушився на Маямі-Біч у 1928 році, а потім Великої депресії, коли він вкладав мільйони доларів у свій бізнес. Розбудова курорту Монток Лонг-Айленд.
29 червня 1956 року президент Дуайт Д. Ейзенхауер підписав Закон про федеральну допомогу автомагістралям 1956 року, який дозволив будівництво системи міжштатних автомагістралей. Проте трансконтинентальний маршрут із Нью-Йорка до Сан-Франциско в системі, Interstate 80, проходив би значною мірою іншим шляхом через країну, ніж US 30. I-80 також не буде підписаний на всьому шляху до Нью-Йорка, натомість закінчуватиметься в Тінеку, штат Нью-Джерсі, на захід від річки Гудзон, лише за кілька миль від мосту Джорджа Вашингтона.